# Arquitetura de carrega-armazena
Em engenharia de computação, uma arquitetura de carrega-armazena (ou uma arquitetura de registrador-registrador) é uma arquitetura de conjunto de instruções que divide as instruções em duas categorias: acesso à memória (carregamento e armazenamento entre a memória e os registradores) e operações ALU (que ocorrem apenas entre registradores).  :9–12
Algumas arquiteturas RISC, como PowerPC, SPARC, RISC-V, ARM e MIPS são arquiteturas de carrega-armazena, em oposição à arquitetura registrador-memória usado no CISC.  :9–12
Por exemplo, em uma abordagem carrega-armazena, tanto os operandos quanto a destinação de uma operação ADD (código para adição) devem estar em registradores. Isso difere de uma arquitetura de registrador-memória (por exemplo, uma arquitetura de conjunto de instruções CISC como x86) na qual um dos operandos para a operação ADD pode estar na memória, enquanto o outro em um registrador.  :9–12
O precursor do uso da arquitetura de carrega-armazena foi o computador CDC 6600.  :9–12 Quase todos os processadores vetoriais (incluindo muitas GPUs ) utilizam a abordagem de carrega-armazena. 